# Informació confidencial
Informació confidencial és la informació o coneixement propi d'una persona, entitat o organisme que, en cas que fos divulgada, pot causar la pèrdua d'un avantatge o nivell de seguretat de la mateixa persona, entitat o organisme.
La pèrdua, abús, modificació o l'accés no autoritzat a la informació confidencial pot afectar negativament la privadesa d'un individu, secrets comercials o fins i tot la seguretat dels assumptes interns i externs d'un estat, depenent del nivell de confidencialitat i naturalesa de la informació. La informació confidencial pot ser informació classificada o no.